# Karl Filser
Karl Filser (* 13. Februar 1937 in Apfeldorf) ist ein deutscher Historiker und Geschichtsdidaktiker.

## Leben
Er studierte Pädagogik, Philosophie und Geschichte in München. Nach der Promotion 1970 in Regensburg war er von 1976 bis 2006 Ordinarius für Didaktik der Geschichte an der Universität Augsburg. Seine Schwerpunkte sind Augsburger Stadtgeschichte, Lechflößerei und schwäbisches Judentum.

## Schriften (Auswahl)
- Geschichte: mangelhaft. Zur Krise eines Unterrichtsfaches in der Volksschule. Ergebnis, Interpretation und Konsequenzen einer empirischen Erhebung bei Schülern der letzten Hauptschulklasse. München 1973, ISBN 3-431-01533-6.
- mit Hans Thieme (Hg.): Hakenkreuz und Zirbelnuss. Augsburg im 3. Reich. Augsburg 1983, ISBN 3-921706-02-5.
- (Hg.): Berichte schwäbischer Regierungspräsidenten aus den Jahren 1921 bis 1923. Augsburg 2015, ISBN 978-3-95786-040-8.
- Ort der Geschichte – Geschichte vor Ort. Gesammelte Aufsätze. Frankfurt am Main 2017, ISBN 3-631-72912-X.